# Хосе Марія Аргедас
Хосе Марія Аргедас Альтамірано (ісп. José María Arguedas Altamirano, 18 січня 1911 - 2 грудня 1969) — перуанський прозаїк, поет і антрополог. Арґуедас був письменником іспанського походження, вільно володів рідною мовою кечуа, яку здобув, живучи у двох сім'ях кечуа з 7 до 11 років — спочатку в будинку мачухи, де жили корінні жителі, а потім, рятуючись від її «збоченого і жорстокого» сина, в сім'ї корінних жителів, яку схвалив його батько, — і писав романи, оповідання та вірші іспанською мовою та мовою кечуа.
Аргедас, якого зазвичай згадують як одну з найвидатніших постатей перуанської літератури 20-го століття, особливо відомий своїми інтимними зображеннями культури корінних народів Анд. Ключовим моментом у його прагненні більш достовірно зобразити самовираження і погляди корінних народів стало створення ним нової мови, що поєднує іспанську і кечуа, прем'єра якої відбулась у його дебютному романі «Яварська фієста».
Незважаючи на брак перекладів англійською мовою, критик Мартін Сеймур-Сміт назвав Аргуедаса «найвидатнішим романістом нашого часу», який написав «одні з найпотужніших прозових творів, які знав світ».

## Біографія
Хосе Марія Аргедас народився 18 січня 1911 року в Андауайласі, провінції на півдні перуанських Анд. Він народився в заможній родині, але його мати померла, коли йому було два роки. Через відсутність батька, адвоката, який часто подорожував, і погані стосунки з мачухою та зведеним братом, він втішався турботою слуг сім'ї з числа індіанців, що дозволило йому зануритися в мову і звичаї Анд, які стали важливою частиною його особистості. Початкову школу відвідував у Сан-Хуан-де-Лукана, Пукіо та Абанкай, а середню - в Іці, Уанкайо та Лімі.
У 1931 році розпочав навчання в Національному університеті Сан-Маркос (Ліма), який закінчив за спеціальністю «література». Пізніше він зайнявся вивченням етнології, отримавши ступінь в 1957 році, а ступінь доктора в 1963 році. Між 1937 і 1938 роками він був відправлений до в'язниці за протест проти посланця, відправленого до Перу італійським диктатором Беніто Муссоліні.
Аргуедас також працював у Міністерстві освіти, де реалізовував на практиці свої інтереси у збереженні та популяризації перуанської культури, зокрема традиційної андської музики і танців. Був директором Будинку культури (1963 р.) та Національного історичного музею (1964-1966 рр.). 
Хосе Марія Аргедас покінчив життя самогубством у 1969 році. На похороні, відповідно до його побажань, Максимо Даміан Уамані разом з Хайме Гвардією, Алехандро Віванко та братами К'ярою виконали твір «Агонія» з «Танцю ножиць», написаного Даміаном, з двома танцюристами-ножицями, які танцювали біля труни. 